# Bildtafel der Verkehrszeichen in Frankreich
Die Bildtafel der Straßensignale in Frankreich zeigt eine Auswahl der gegenwärtig gültigen signaux routiers, wörtlich Straßensignale, in Frankreich.
Die signalisation routière, wörtlich Straßensignalisation, wie diese auch in der deutschen Schweiz heißen, orientiert sich an den Richtlinien und Vorlagen des Wiener Übereinkommens über Straßenverkehrszeichen. Aus Gründen der Verständlichkeit bestehen die Straßensignale überwiegend aus allgemein bekannten Piktogrammen, nur in wenigen Fällen werden Begriffe in französischer Sprache verwendet. Der Straßensignalisation gliedert sich in die nachfolgend aufgeführten Gruppen.

## Gefahrzeichen (Danger)

A1a: Kurve nach rechts
A1b: Kurve nach links
A1c: Kurvenfolge, von denen die erste eine Rechtskurve ist
A1d: Kurvenfolge, von denen die erste eine Linkskurve ist
A2a: Querrinne oder Bodenschwelle
A2b: Bremsschwelle
A3: Verengte Fahrbahn
A3a: Einseitig rechts verengte Fahrbahn
A3b: Einseitig links verengte Fahrbahn
A4: Glatte Fahrbahn
A6: Bewegliche Brücke
A7: Bahnübergang mit Schranken
A8: Bahnübergang ohne Schranken
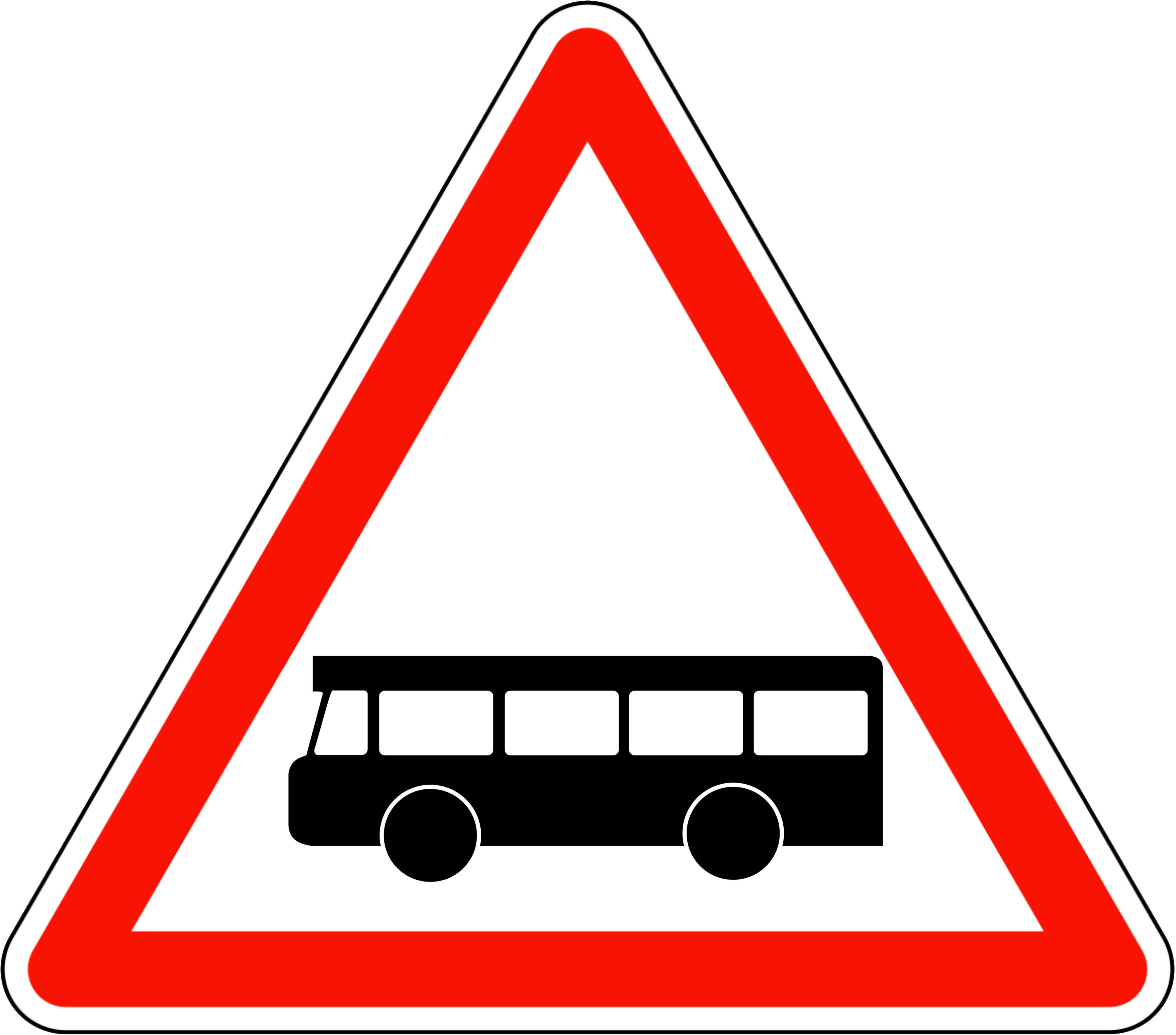
A9a: Busspur kreuzt
A9b: Straßenbahnschienen
A13a: Ort mit hohem Aufkommen an Kindern
A13b: Fußgängerübergang
A14: Gefahr
A15a1: Viehtrieb
A15a2: Viehtrieb
A15b: Wildwechsel
A15c: Reiter
A16: Gefährliches Gefälle
A17: Ampel
A18: Gegenverkehr
A19: Steinschlaggefahr
A20: Ufer
A21: Radfahrer kreuzen
A23: Flugbetrieb
A24: Seitenwind

### Gefahrzeichen bei Leuchttafeln

XA1a: Kurve nach rechts
XA1b: Kurve nach links
XA1c: Doppelkurve (zunächst rechts)
XA1d: Doppelkurve (zunächst links)
XA2: Querrine oder Bodenschwelle
XA3: Verengte Fahrbahn
XA3a: Einseitig rechts verengte Fahrbahn
XA3b: Einseitig links verengte Fahrbahn
XA4: Glatte Fahrbahn
XA6: Bewegliche Brücke
XA7: Bahnübergang mit Schranken
XA13a: Ort mit hohem Aufkommen an Kindern
XA13b: Fußgängerübergang
XA14: Gefahr
XA15b: Wildwechsel
XA16: Gefährliches Gefälle
XA17: Ampel
XA18: Gegenverkehr
XA20: Ufer
XA24: Seitenwind
XA25: Schnee
XA26: Fußgänger

## Vorrang (Priorité)

AB1: Vorfahrt von rechts
AB2: Vorfahrt an nächster Kreuzung (wörtlich: punktuelle Vorfahrt)
AB3a: Vorfahrt gewähren
AB3b: Vorfahrt gewähren (Ankündigung)
AB4: Stopp
AB5: Stopp (Ankündigung)
AB6: Straße 1. Ordnung
AB7: Ende Straße 1. Ordnung
AB25: Kreuzung mit Kreisverkehr, Vorfahrt für Fahrzeuge, die im Ring fahren

## Verbotsschilder (Prescription)

B0: Fahrverbot
B1: Einfahrtsverbot
B1j: Einfahrtsverbot bei Auffahrten
B2a: Verbot des Linksabbiegens
B2b: Verbot des Rechtsabbiegens
B2c: Wendeverbot
B3: Überholverbot
B3a: Überholverbot für Lastwagen
B4: Zollstelle
B5a: Straßensperre: Gendarmerie
B5b: Straßensperre: Polizei
B5c: Mautstelle
B6a1: eingeschränktes Haltverbot
B6a2: eingeschränktes Haltverbot am 1. bis 15. Tag des Monats
B6a3: eingeschränktes Haltverbot am 16. bis zum letzten Tag des Monats
B6d: Haltverbot
B7a: Verbot für motorisierten Verkehr ausgenommen Mofas
B7b: Verbot für motorisierten Verkehr
B8: Güterverkehr nicht gestattet
B9a: Fußgängerverbot
B9b: Fahrradverbot
B9c: Zugtiergespanne verboten
B9d: Landwirtschaftliche Fahrzeuge verboten
B9e: Handkarrenverbot
B9f: Omnibusverbot
B9g: Mofaverbot
B9h: Motorrad- und Mopedverbot
B9i: Wohnwagen- und Anhängerverbot (250kg bis 3,5t)
B10a: Höchstlänge
B11: Höchstbreite
B12: Höchsthöhe
B13: Höchstgewicht
B13a: Höchstachslast
B14: Höchstgeschwindigkeit
B15: Gegenverkehr gewähren
B16: Hupverbot
B17: Mindestabstand
B18a: Explosive oder brennbare Ladung verboten
B18b: Wassergefährdende Ladung verboten
B18c: Gefährliche Güter verboten
B19: Spezielle Verbote, die schriftlich angegeben sind

## Pflichtschilder (Obligation)

B21-1: vorgeschriebene Fahrtrichtung – hier rechts
B21-2: vorgeschriebene Fahrtrichtung – hier links
B21a1: vorgeschriebene Vorbeifahrt – rechts vorbei
B21a2: vorgeschriebene Vorbeifahrt – links vorbei
B21b: vorgeschriebene Fahrtrichtung – geradeaus
B21c1: vorgeschriebene Fahrtrichtung – rechts
B21c2: vorgeschriebene Fahrtrichtung – links
B21d1: vorgeschriebene Fahrtrichtung – geradeaus oder rechts
B21d2: vorgeschriebene Fahrtrichtung – geradeaus oder links
B21e: vorgeschriebene Fahrtrichtung – rechts oder links
B22a: Radweg
B22b: Gehweg
B22c: Reitweg
B25: Verbindliche Mindestgeschwindigkeit
B26: Schneeketten-Obligatorium
B27a: Linienomnibusse
B27b: Straßenbahn
B29: Spezielle Verpflichtungen, die schriftlich angegeben sind (Hier: „Abblendlicht einschalten“)
B29: Kriechspur (Beispiel)
B40: Ende des Radwegs
B41: Ende des Gehwegs
B42: Ende des Reitwegs
B43: Ende der vorgeschriebenen Mindestgeschwindigkeit
B44: Ende Schneeketten-Obligatorium
B45: Ende des Weges für Linienomnibusse
B49: Ende von Verpflichtungen, die schriftlich angegeben sind (Hier: „Ende der Abblendlichtpflicht“)
B49 : Ende der Kriechspur (Beispiel)

## Ende von Verboten (Fin d’interdiction)

B31: Ende sämtlicher Streckenverbote für fahrende Fahrzeuge
B33: Ende der zulässigen Höchstgeschwindigkeit
B34: Ende des Überholverbotes für Kraftfahrzeuge aller Art
B34a: Ende des Überholverbotes für Kraftfahrzeuge mit einem zulässigen Gesamtgewicht über 3,5t
B35: Ende des Hupverbotes
B39: Ende von speziellen Verboten, die schriftlich angegeben sind

## Zonen(Prescription zonale)

B6b1: Eingeschränktes Haltverbot für eine Zone
B6b2: Eingeschränktes Haltverbot für eine Zone (halbmonatlicher Seitenwechsel)
B6b3: Eingeschränktes Haltverbot für eine Zone (mit Parkscheibe)
B6b4: Eingeschränktes Haltverbot für eine Zone (gebührenpflichtig)
B6b5: Eingeschränktes Haltverbot für eine Zone (halbmonatlicher Seitenwechsel und mit Parkscheibe)
B50a: Ende eines eingeschränkten Haltverbotes für eine Zone
B50b: Ende eines eingeschränkten Haltverbotes für eine Zone (halbmonatlicher Seitenwechsel)
B50c: Ende eines eingeschränkten Haltverbotes für eine Zone (mit Parkscheibe)
B50d: Ende eines eingeschränkten Haltverbotes für eine Zone (gebührenpflichtig)
B50e: Ende eines eingeschränkten Haltverbotes für eine Zone (halbmonatlicher Seitenwechsel und mit Parkscheibe)
B30: Beginn Tempo-30-Zone
B51: Ende einer Tempo-30-Zone
B52: Beginn einer Begegnungszone
B53: Ende einer Begegnungszone
B54: Fußgängerbereich
B55: Ende einer Fußgängerzone
B56: Verkehrsbeschränkte Zone
B57: Ende einer Verkehrsbeschränkten Zone
B58: Gebiet, in dem Winterausrüstung vorgeschrieben ist
B59: Ende des Gebiets, in dem Winterausrüstung vorgeschrieben ist

## Hinweise (Indication)

C1a: Parkplatz
C1b: Parkplatz mit Parkscheibe
C1c: Parkplatz mit Parkschein
C3: Waldbrandgefahr
C4a: Richtgeschwindigkeit
C4b: Ende der Richtgeschwindigkeit
C5: Taxistand
C6: Bushaltestelle
C8: Nothalte- und Pannenbucht
C9: Carsharing-Station
C12: Einbahnstraße
C13a: Sackgasse
C13b: Vorwarnung auf eine Sackgasse
C13c: für Fußgänger durchlässige Sackgasse
C13d: für Radfahrer und Fußgänger durchlässige Sackgasse
C14: Straßenzustand (geschlossen)
C14: Straßenzustand (offen)
C18: Vorrang vor dem Gegenverkehr
C20a: Fußgängerübergang
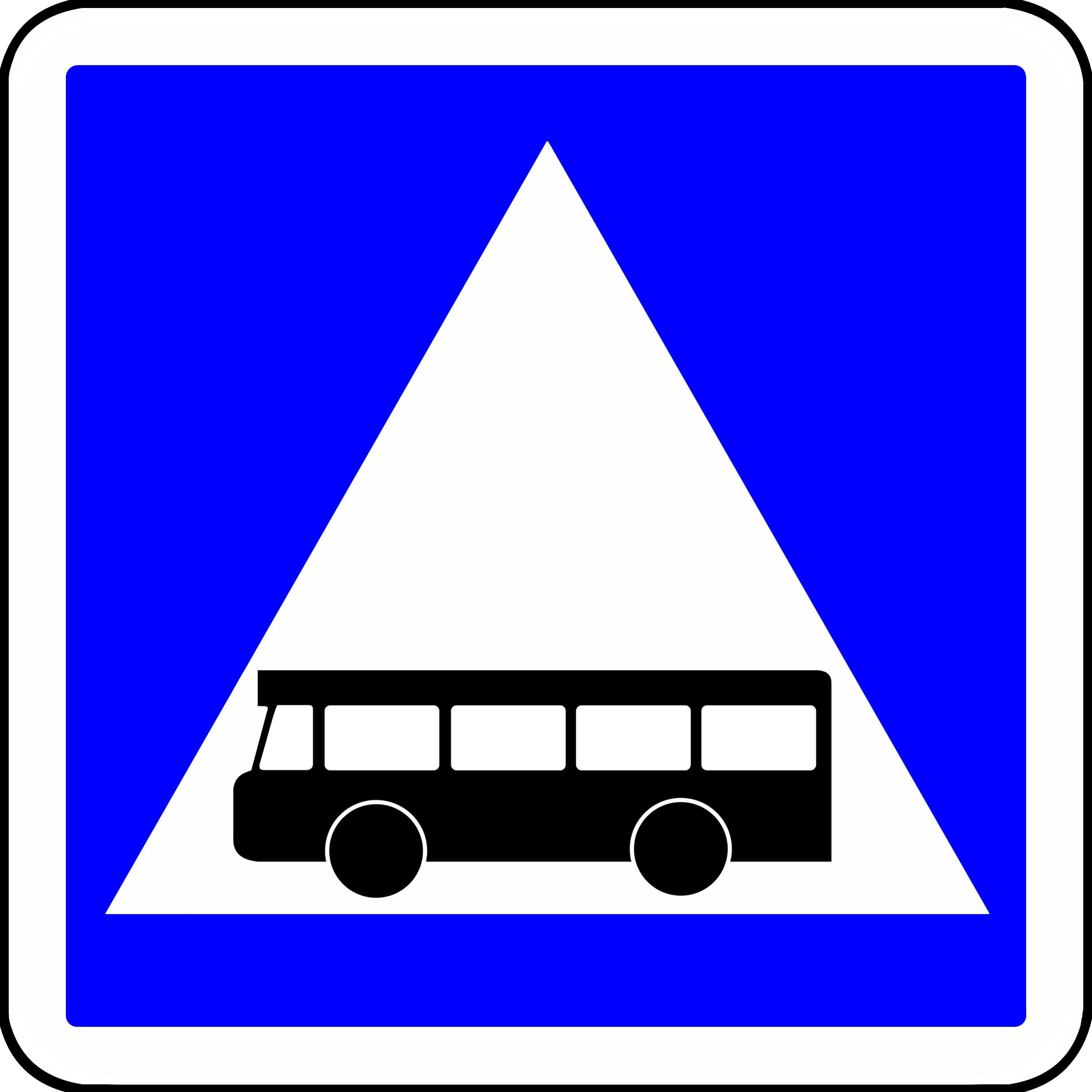
C20b: Busspur kreuzt
C20c: Straßenbahn kreuzt
C23: Geregeltes Parken für Wohnwagen und Wohnmobile
C24a: Vorwarnung auf besondere Verkehrsbedingungen oder Beschränkungen pro Spur
C24a: Fahrstreifentafel; Darstellung ohne Gegenverkehr
C24a: Fahrstreifentafel; Darstellung mit Radverkehr als Gegenverkehr
C24a: Fahrstreifentafel; Darstellung mit Linienverkehr als Gegenverkehr
C24b: Fahrstreifentafel; Darstellung ohne Gegenverkehr
C24b: Fahrstreifentafel; Darstellung ohne Gegenverkehr
C24c: Vorwarnung auf eine Gefahr, ein Verbot oder eine Vorschrift auf einer Nebenstraße
C24c: Vorwarnung auf eine Straße mit Radverkehr
C25a: Informationstafel an Grenzübergangsstellen
C25b(Beispiel): Wiederholung der Höchstgeschwindigkeiten bei Regen auf Autobahnen
C26a: Notfallspur (rechts)
C26b: Notfallspur (links)
C27: Bremsschwelle
C28: Einengungstafel; Darstellung ohne Gegenverkehr
C28: Einengungstafel; Darstellung ohne Gegenverkehr
C28: Einengungstafel; Darstellung ohne Gegenverkehr
C29a: Fahrstreifentafel; Darstellung mit Gegenverkehr
C29b: Fahrstreifentafel; Darstellung mit Gegenverkehr
C29c: Fahrstreifentafel; Darstellung mit Gegenverkehr
C30: Einengungstafel; Darstellung mit Gegenverkehr
C50: Spezielle Hinweise, die schriftlich angegeben sind (Hier: „Anhalten auf Bürgersteig erlaubt“)
C51a: Abschnitt mit regulierter Geschwindigkeit
C51b: Ende des Abschnittes mit regulierter Geschwindigkeit
C62: Mautstelle
C64a: Zahlungsmethode an einer Mautstelle – Persönlich
C64b: Zahlungsmethode an einer Mautstelle – Kreditkarte
C64c1: Zahlungsmethode an einer Mautstelle – Automat
C64c2: Zahlungsmethode an einer Mautstelle – Bargeld
C64d: Zahlungsmethode an einer Mautstelle – Abonnement
C107: Kraftfahrstraße
C108: Ende der Kraftfahrstraße
C111: Tunnel
C112: Ende des Tunnels
C113: Radweg
C114: Ende des Radweges
C115: Grünweg
C116: Ende eines Grünweges
C117-b21b: Kennzeichnungspflichtige Kraftfahrzeuge mit gefährlichen Gütern – geradeaus
C117-b21c1: Kennzeichnungspflichtige Kraftfahrzeuge mit gefährlichen Gütern – rechts
C117-b21c2: Kennzeichnungspflichtige Kraftfahrzeuge mit gefährlichen Gütern – links
C117-b21d1: Kennzeichnungspflichtige Kraftfahrzeuge mit gefährlichen Gütern – geradeaus oder rechts
C117-b21d2: Kennzeichnungspflichtige Kraftfahrzeuge mit gefährlichen Gütern – geradeaus oder links
C117-b21e: Kennzeichnungspflichtige Kraftfahrzeuge mit gefährlichen Gütern – rechts oder links
C207: Autobahn
C208: Ende der Autobahn
Experimentelles Schild: Spur, die für öffentliche Verkehrsmittel, Taxis und Fahrgemeinschaften reserviert ist
Experimentelles Schild: Ende einer reservierten Spur

## Dienstleistungen (Services)

CE1: Erste Hilfe
CE2a: Notrufsäule
CE2b: Telefonzelle
CE3a: Fremdenverkehrsbüro oder Auskunftsstelle
CE3b: Touristische Informationstafel
CE4a: Zeltplatz
CE4b: Wohnwagen- und Wohnmobilplatz
CE4c: Zelt-, Wohnwagen- und Wohnmobilplatz
CE5a: Jugendherberge
CE5b: Fremdenzimmer oder Herberge
CE6a: Zufahrt zu Wanderwegen
CE6b: Zufahrt zu Wintersportmöglichkeiten
CE7: Rastplatz
CE8: Autoverladung
CE9: Videoüberwachter Parkplatz
CE10: Autofähre
CE12: Toilette
CE14: Einrichtung für Behinderte
CE15a: Tankstelle
CE15c: Tankstelle mit Autogas (GPL – Gaz de pétrole liquéfié)
CE15e: Markentankstelle (mit jeweiligem Markenlogo) – 24/7 geöffnet
CE15f: Markentankstelle mit Autogas (mit jeweiligem Markenlogo) – 24/7 geöffnet
CE15g: Tankstelle mit Ladestation für Elektrofahrzeuge
CE15h: Tankstelle mit Autogas und Ladestation für Elektrofahrzeuge
CE15i: Ladestation für Elektrofahrzeuge
CE15j: Ladestation mit Autogas
CE16: Restaurant, 7 Tage geöffnet
CE17: Hotel oder Motel, 7 Tage geöffnet
CE18: Imbissstube, 7 Tage geöffnet
CE19: Anlegestelle für Boote
CE20a: Seilbahn
CE20b: Sessellift oder Gondelbahn
CE21: Aussichtspunkt
CE22: Verkehrsfunk
CE23: Spielplatz
CE24: Abwasserentleerung
CE25: Geldautomat
CE26: Luftdrucküberprüfung
CE27: Erholungsgebiet
CE28: Pannenhilfe
CE29: Feuerlöscher
CE30a: Notausgang – rechts
CE30b: Notausgang – links
CE50: Verschiedene Einrichtungen und Dienstleistungen
CE51: „Écotaxe“-Station für Güterverkehr
CE52: Fahrgemeinschaften

## Wegweisung (Direction)

D21a: Wegweiser auf sonstigen Straßen mit größerer Verkehrsbedeutung mit Entfernungen
D21b: Wegweiser auf sonstigen Straßen mit größerer Verkehrsbedeutung
D43: Vorwegweiser auf sonstigen Straßen mit größerer Verkehrsbedeutung
D61: Entfernungstafel auf Nationalstraßen

## Wegweisung für Fußgänger(Jalonnement piétonnier)

Dp1a: Wegweiser bei Notrufsäulen (rechts)
Dp1b: Wegweiser bei Notrufsäulen (links)
Dp2a:  Wegweiser bei Notausgänge (rechts)
Dp2a:  Wegweiser bei Notausgänge (links)

## Straßennetzwerk(Cartouches)

E41: Europastraße
E42(Beispiel): Nationalstraße
E42(Beispiel): Autobahn
E43: Departementsstraße
E44(Beispiel): Gemeindestraße
E44(Beispiel): Landwirtschaftlicher Weg
E45: Forstweg
E46: Ringstraße
E47: Metropolitanstraße

## Ortschaften(Agglomérations)

EB10: Ortschaft (Höchstgeschwindigkeit 50 km/h)
EB20: Ende der Ortschaft (Ende sämtlicher Streckenverbote und Zonen)

## Bahnübergänge(Passages à niveau)

G1: Andreaskreuz für Bahnübergänge ohne Schranken oder Bereiche mit Flugbetrieb (horizontal)
G1a: Andreaskreuz bei Bahnübergänge ohne Schranken mit mehreren Gleisen (horizontal)
G1b: Andreaskreuz für Bahnübergänge ohne Schranken oder Bereiche mit Flugbetrieb (vertikal)
G1c: Andreaskreuz bei Bahnübergänge ohne Schranken mit mehreren Gleisen (vertikal)
G1 bis: Andreaskreuz mit Licht (horizontal)
G1b bis: Andreaskreuz mit Licht (vertikal)
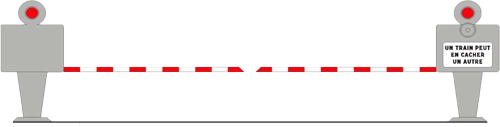
G2: Schranke oder Halbschranke
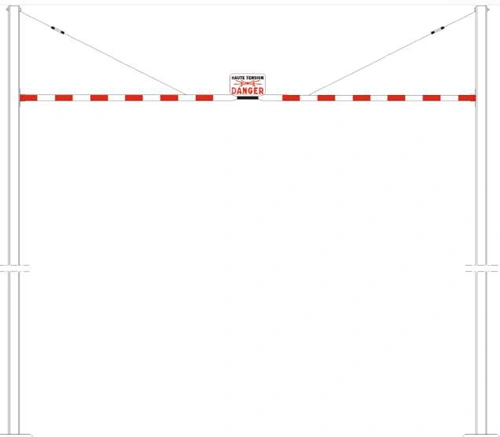
G3: Tor bei Bahnübergänge mit Stromleitungen, die tiefer als 6 Meter verbaut sind

## Ideogramme(Idéogrammes)

ID1a: Parkplatz
ID1b: Park & Ride
ID1c: Videoüberwachter Parkplatz
ID2: Flughafen
ID3: Erste Hilfe
ID4: Krankenhaus
ID5a: Notrufsäule
ID5b: Telefonzelle
ID6: Fremdenverkehrsbüro oder Auskunftsstelle
ID7: Einrichtung für Behinderte
ID8: Zeltplatz
ID9: Wohnwagen- und Wohnmobilplatz
ID10: Jugendherberge
ID12a: Bahnhof
ID12b: Autoverladung
ID13a: Autofähre
ID13b: Handelshafen
ID14a: Tankstelle
ID14b: Tankstelle mit Autogas
ID14c: Pannenhilfe
ID14d: Ladestation für Elektrofahrzeuge
ID14e: Ladestation mit Autogas
ID15a: Naturpark (regional)
ID15b: Naturpark (national)
ID15c: Naturschutzgebiet
ID15d: Gebiet des Konservatorium für Küsten und Seeufer
ID15e: Anlaufstelle für die Öffentlichkeit in einem Naturraum
ID15f: Ort, der das Label „Grand Site de France“ erhalten hat
ID16a: Historisches Monument
ID16b: Geschütztes Gebiet
ID16c: Weltkulturerbe
ID16e: Museum mit dem Label „Musée de France“
ID17: Anlaufstelle für Jugendliche
ID18: Fremdenzimmer oder Herberge
ID19: Aussichtspunkt
ID20a: Freizeitanlage
ID20b: Reitzentrum
ID20c: Schwimmbad
ID20d: Strand
ID20e: Anlegestelle für Boote
ID21a: Skilanglauf
ID21b: Ski
ID22: Militärfriedhof
ID23: Wanderweg
ID24: Müllhalde
ID25: Hotel oder Motel
ID26a: Restaurant
ID26b: Imbissstube
ID27: Landhaus
ID28: Etappenstadt
ID29: Trinkwasser
ID30: Einrichtung für Wohnwagen
ID31: Toilette
ID32: Geldautomat
ID33a: Regionale Produkte
ID33b: Weinprodukte
ID34a: Fußgängerweg
ID34b: Fußgängerweg, der für Behinderte schwer zugänglich ist
ID35: Industriegebiet
ID36: Einkaufszentrum
ID37: Carsharing
ID38: „Écotaxe“-Station
ID39: Fahrgemeinschaften

## Straßenbaken(Balises)

J1: Kurve
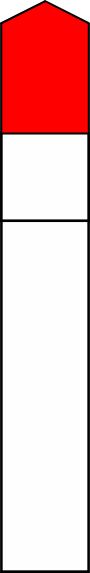
J1 bis: Kurve in häufig schneebedeckte Gebieten
J3: Kreuzung
J4(Beispiel): Kurve
J5: Mittelstreifen
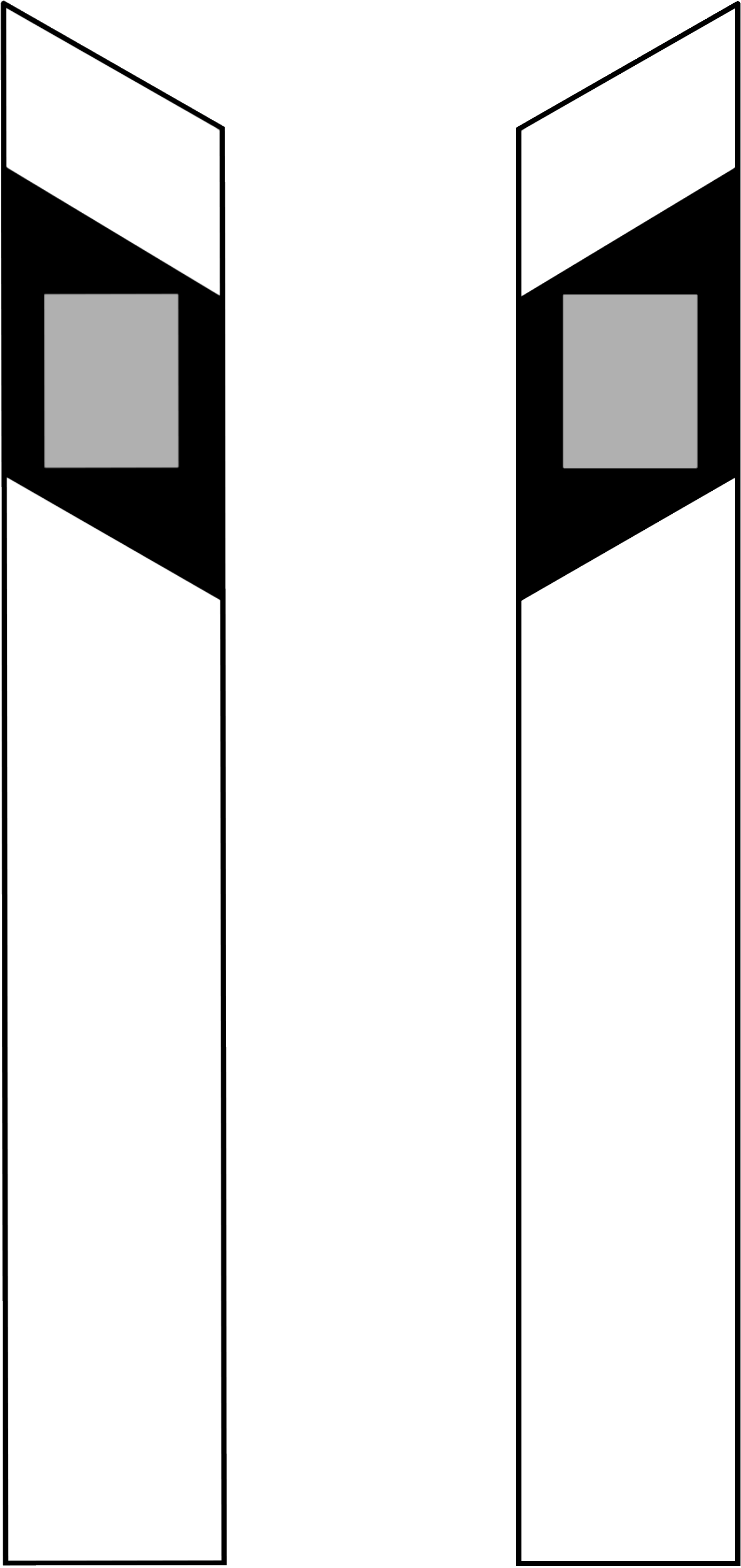
J6: Leitpfosten
J7: Lufthose
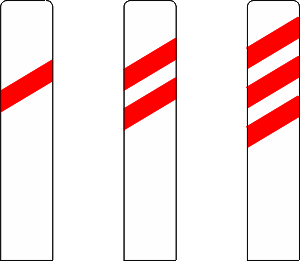
J10: Bahnübergang (Ankündigung)
J11: Verstärkung der Fahrbahnmarkierung
J12: Verstärkung der Fahrbahnmarkierung an Spurentrennungen
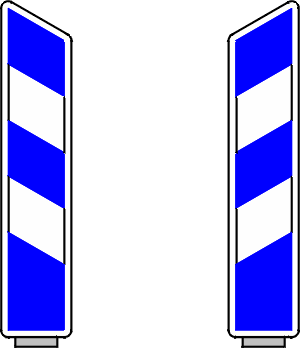
J13: Hindernis
J14a: Spurentrennung
J14b: Spurentrennung
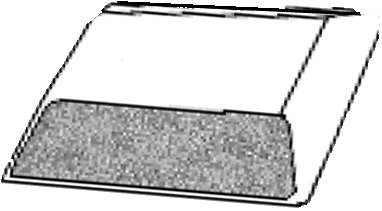
J15: Rückstrahler
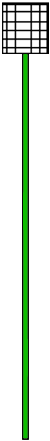
J16: Rückstrahler

## Temporäre Verkehrszeichen (Temporaire)

### Gefahrzeichen

AK2: Querrinne oder Bodenschwelle
AK3: Verengte Fahrbahn
AK4: Glatte Fahrbahn
AK5: Baustelle
AK14: Gefahr
AK17: Lichtzeichenanlage
AK22: Rollsplitt
AK30: Stau
AK31: Unfall
AK32: Ankündigung Nebelschwaden oder Qualm

### Hinweise

KC1: Spezielle Hinweise, die schriftlich angegeben sind (Hier: „Straße gesperrt“)
KD8: Spurwechsel
KD9: Fahrstreifentafel
KD10a: Einengungstafel (eine Spur)
KD10b: Einengungstafel (mehrere Spuren)

### Wegweisung

KD21: Umleitung mit Zielangabe
KD22: Umleitung ohne Zielangabe
KD42: Vorwegweiser bei Umleitungen

### Zusatzzeichen

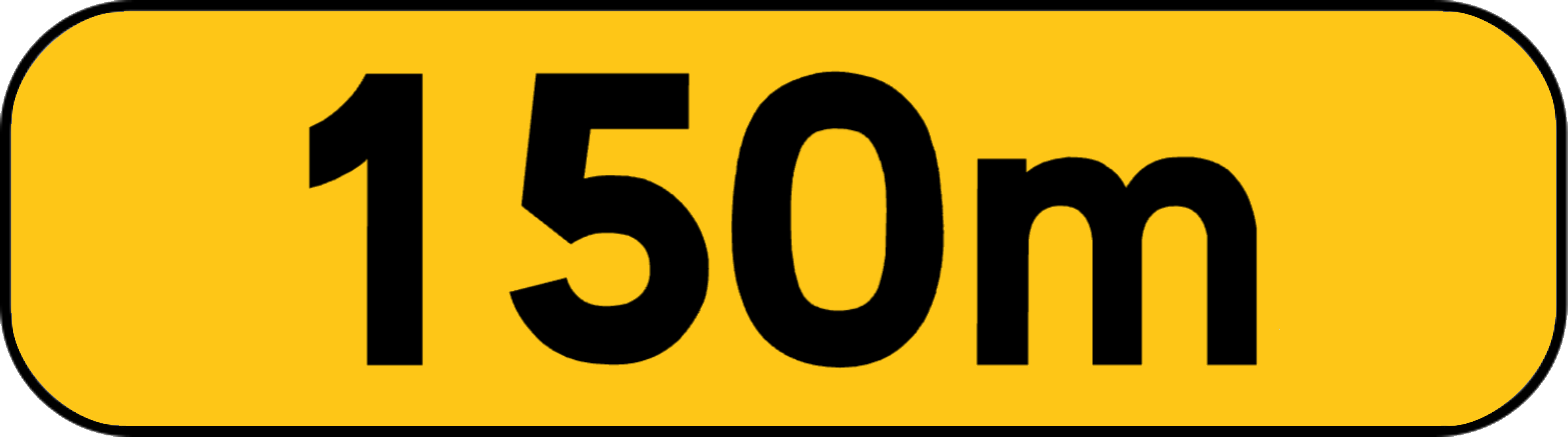
KM1: Entfernung
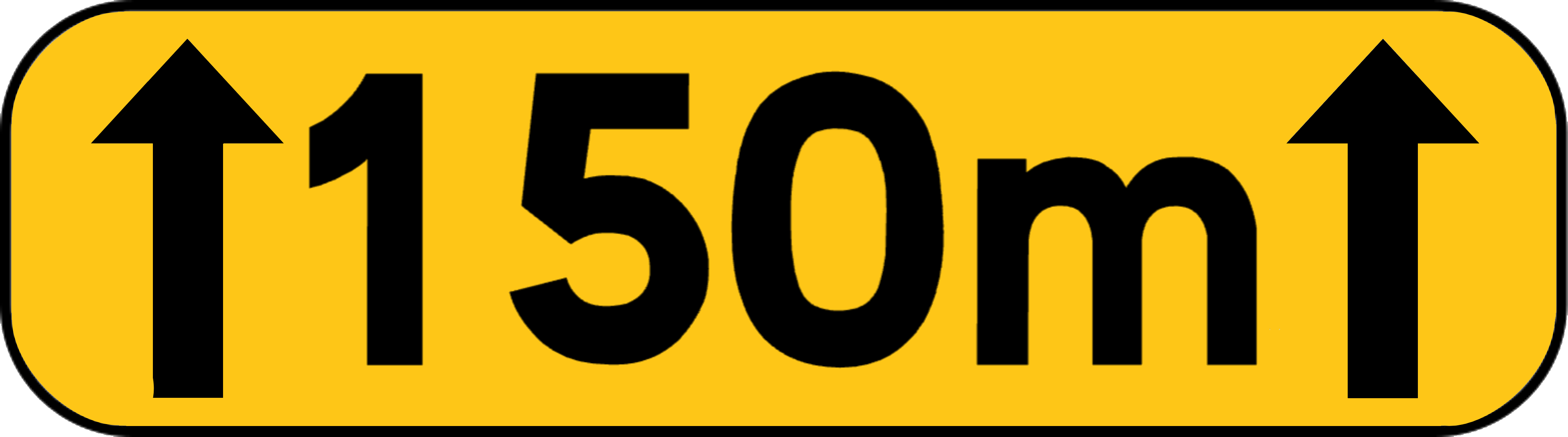
KM2: Streckenlänge
KM9: Weitere Hinweise oder Ausnahmen

### Symbol

KS1: Umleitungsnummer

## Vorübergehende Straßenbaken(Dispositifs de signalisation temporaire)

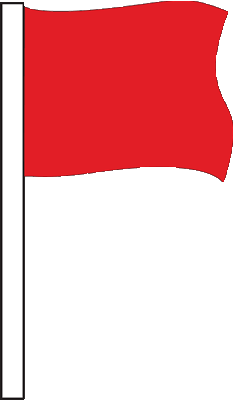
K1: Rote Fahne
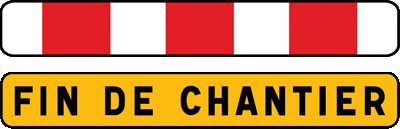
K2: Straßensperrung (bei halbseitigen Sperrungen trägt die Rückseite die Aufschrift „Ende des Baustellenbereichs“)
K5a: Leitkegel
K5b: Hindernis am Straßenrand, Leitpfosten
K5c: Hindernis (hier rechts)
K5c: Hindernis (hier links)
K5d: Vorübergehende Verstärkung der Fahrbahnmarkierung
K8: Kurve oder verengte Fahrbahn
K10a: Signalscheibe zur Verkehrsregelung bei halbseitigen Sperrungen
K10b: Signalscheibe zur Verkehrsregelung bei halbseitigen Sperrungen
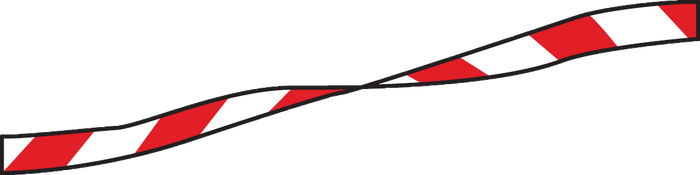
K14: Absperrband
K15: Höhenbeschränkung
K15b: Höhenbeschränkung
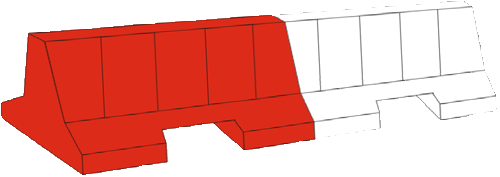
K16: Spurentrenner

## Zusatzzeichen(Panonceaux)

Entfernung
M1: Entfernung
M1a:  Entfernung bis zur nächsten Tankstelle (mit Logo)

Streckenlänge
M2: Streckenlänge

Richtungen und Fahrspuren
M3a1: Auf der rechten Spur
M3a2: Auf der linken Spur
M3b1: Richtung: rechts
M3b2: Richtung: links
M3d: Auf der angegebene Spur

Verkehrsteilnehmern
M4a: Personenkraftwagen
M4b: Omnibusse
M4c: Motorräder
M4d1: Fahrräder
M4d2: Mofas
M4e: Angegebene Fahrzeugkategorie
M4f: Gesamtmasse
M4g: Güterverkehr
M4h: Gesamtmasse des Güterverkehrs
M4i: Landwirtschaftliche Fahrzeuge
M4j: Fahrzeuge mit Schneeketten
M4k: Fahrzeuge, die explosive Güter transportieren
M4l: Fahrzeuge, die wassergefährdende Güter transportieren
M4m: Fahrzeuge, die gefährliche Güter transportieren
M4n: Schwerbehinderte
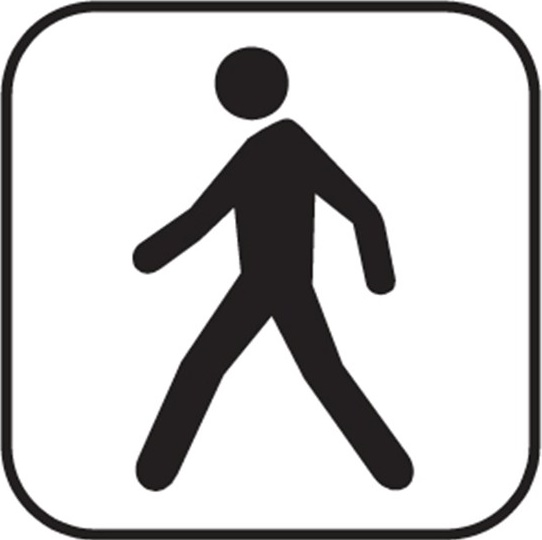
M4p: Fußgänger
M4q:  Gesamtlänge
M4r: Achslast
M4s: Zugtiergespanne
M4t: Handkarren
M4u: Gesamtbreite
M4v: Gesamthöhe
M4w: Anhänger
M4x: Fahrzeuge mit Wohnwagen oder Anhänger (250kg bis 3,5t)
M4y: Reitern
M4z: Carsharing

Entfernung eines Stopps
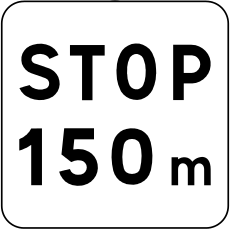
M5: Stopp in [angegebener Entfernung]

Halte- und Parkzeichen
M6a: Parkende Fahrzeuge werden abgeschleppt
M6b: Verbot bei festgelegten Tagen
M6c: Parken mit Parkscheibe während der festgelegten Zeit und auf angegebener Dauer
M6h: Parkplatz für Schwerbehinderte
M6i: Parkplatz zum Aufladen von Elektrofahrzeugen
M6j: Parkplatz für Carsharing
M6k1: Fahrgemeinschaften
M6k2: Parkplatz für Fahrgemeinschaften

Verlauf der Vorfahrtstraße
M7: Verlauf der Vorfahrtstraße an Kreuzungen

Streckenabschnitt
M8a: Anfangstafel
M8b: Endetafel
M8c: Wiederholungstafel
M8d: Rechts
M8e: Links
M8f: Links und rechts

Hinweise
M9a: Flugbetrieb
M9b: Stromleitungen
M9c: Vorfahrt gewähren
M9d: Fußgängerübergang befindet sich auf eine Bremsschwelle
M9e: Notrufsäule
M9f: Notrufsäule mit Feuerlöscher
M9j1: Unfallgefahr bei Gefällen
M9j2: Unfallgefahr bei Steigungen
M9k1: Die Kontrollzone bezieht sich auf die Nutzung der reservierten Fahrspur
M9k2: Die Kontrollzone bezieht sich auf die Nutzung der reservierten Fahrspuren
M9l: Lärmschutzkontrolle
M9v1: Radverkehr frei
M9v2: Radverkehr frei
M9z: Weitere Hinweise oder Ausnahmen

Straßenkennzeichnung
M10a: Straßen- oder Autobahnnummer
M10b: Ausfahrtnummer
M10c1: Ringstraße
M10c2: Ringstraße
M10c3: Ringstraße

Besondere Vorschriften
M11a: Erlaubte Fahrzeugkatergorie
M11b1: Anweisung gilt nur bei festgelegten Zeitraum
M11b2: Spezielle Anweisungen bei Fußgängerzonen, Begegnungszonen oder Tempo-30-Zonen
M11c1: Gibt die Kategorie eines Tunnels an, in dem Fahrzeuge mit gefährlichen Gütern unter Umständen fahren dürfen.
M11c2: Gibt die Kategorie eines Tunnels an, in dem Fahrzeuge mit gefährlichen Gütern bei angegebenem Zeitraum unter Umständen fahren dürfen.
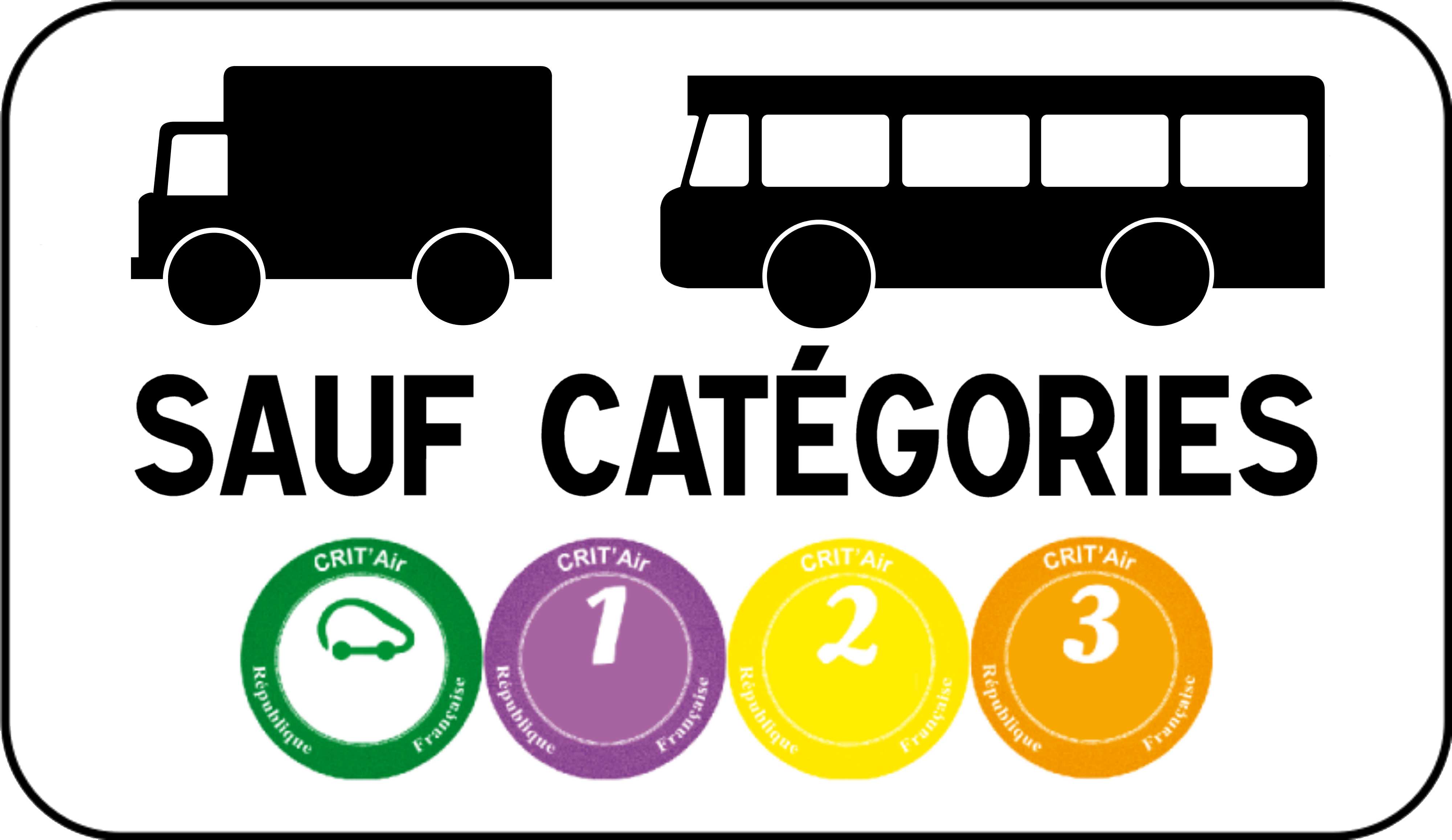
M11d: Fahrzeugkategorien, für die eine Umweltvignette erforderlich ist

Überquerungserlaubnisse für Radverkehr
M12a: Fahrräder dürfen bei Rot rechts abbiegen, müssen aber Vorfahrt gewähren
M12b(Beispiel): Fahrräder dürfen bei Rot geradeaus fahren, müssen aber Vorfahrt gewähren

## Symbole(Symboles)

### Anschlussstellen

SE2(Beispiel): Ausfahrt
SE3: Autobahnkreuz

### Verbotene Strecken

SI1a: Für Güterverkehr gesperrte Strecke
SI1b: Für Güterverkehr ab angegebene Masse gesperrte Strecke
SI2: Für Radverkehr gesperrte Strecke
SI3: Für Busse gesperrte Strecke
SI4: Für Mofas gesperrte Strecke
SI5: Strecke mit Höchstlänge
SI6: Strecke mit Höchstbreite
SI7: Strecke mit Höchsthöhe
SI8: Für Fahrzeuge ab angegebene Masse gesperrte Strecke
SI9: Für Fahrzeuge ab angegebene Masse pro Achse gesperrte Strecke
SI10: Für explosive oder brennbare Ladung gesperrte Strecke
SI11: Für wassergefährdende Ladung gesperrte Strecke
SI12: Für gefährliche Ladung gesperrte Strecke
SI13: Für Motorräder gesperrte Strecke
SI14: Für Wohnwagen gesperrte Strecke

### Empfohlene Strecken

SC1a: Für Güterverkehr empfohlene Strecke
SC1b: Für Güterverkehr ab angegebene Masse empfohlene Strecke
SC2: Für Radverkehr empfohlene Strecke
SC3: Für Omnibusse empfohlene Strecke
SC4: Für Mofas empfohlene Strecke
SC5: Für lange Fahrzeuge empfohlene Strecke
SC6: Für breite Fahrzeuge empfohlene Strecke
SC7: Für hohe Fahrzeuge empfohlene Strecke
SC8: Für schwere Fahrzeuge empfohlene Strecke
SC9: Für Fahrzeuge mit hohe Achslast empfohlene Strecke
SC10: Für Fahrzeuge mit brennbare oder explosive Ladung empfohlene Strecke
SC11: Für Fahrzeuge mit wassergefährdende Ladung empfohlene Strecke
SC12: Für Fahrzeuge mit gefährliche Ladung empfohlene Strecke
SC13: Für Motorräder empfohlene Strecke
SC14: Für Fahrzeuge mit Wohnwagen empfohlene Strecke
SC15: Für Personnenkraftwagen empfohlene Strecke
SC17: Autobahn

### Spezielle Strecken

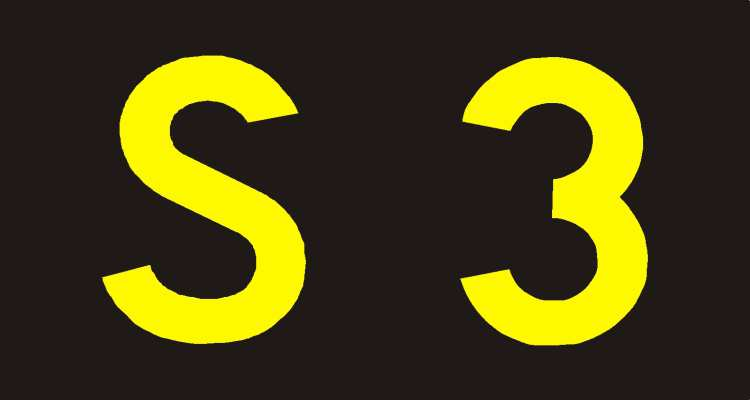
SU1: Alternative Strecke
SU2: Alternative Strecke
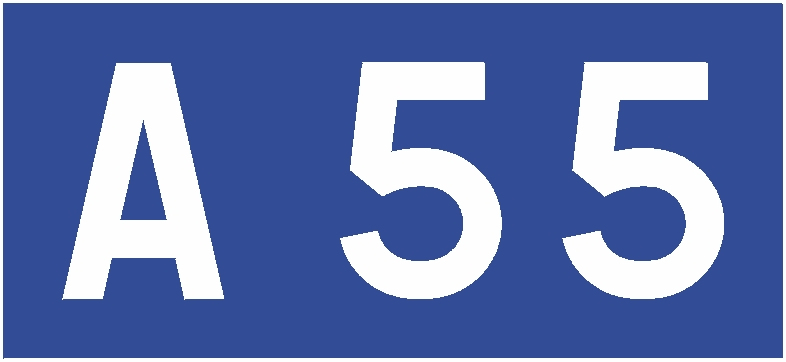
SU3: Autobahnnummer
SU4: Ringstraße
SU5: Mautpflichtige Strecke

## Verkehrsprävention(Sécurité routière)

SR3a: Radarkontrollen
SR3b: Radarkontrollen
SR3c1: Radarkontrollen im Tunnel
SR3c2: Radarkontrollen bei Baustellen
SR3c3: Radarkontrollen auf der Brücke
SR3d: Radarkontrollen
SR3e: Radarkontrollen (mit integriertem B14-Zeichen)
Experimentelles Schild: Höchstgeschwindigkeit für Motorräder, die zwischen andere Fahrzeuge fahren (Wörtlich: Inter-files) (2021 bis 2024)

## Alte Zeichen

### Verkehrszeichen 1909
Am Anfang des 20. Jahrhunderts wurden in Paris die ersten Verkehrszeichen Frankreichs formalisiert.

Querrinne
Kurve
Bahnübergang
Kreuzung
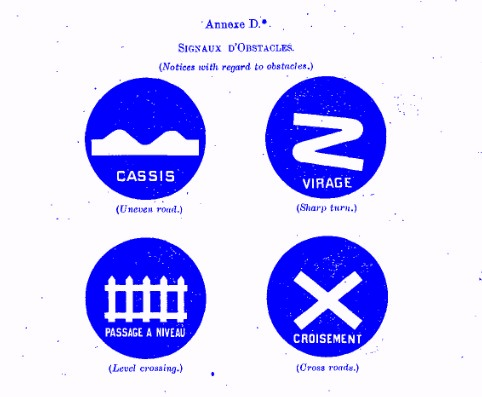
Beispiele mit Text aus dem Pariser Vertrag 1909.

### Verkehrszeichen 1928
In 1928 wurden Gefahrzeichen dreieckig und Verbotszeichen wurden eingeführt.

Vor 1946 gab es für Gefahrenschilder in Frankreich keine vorgeschriebenen Farben. Die unten abgebildeten Bilder sind Beispiele.

I-01: Querrinne oder Bodenschwelle
I-02: Kurve
I-03: Kreuzung
I-04: Bahnübergang mit Schranken
I-05: Bahnübergang ohne Schranken
I-06: Gefahr
III-01: Fahrzeugverbot
III-02: Fahrzeugverbot mit Ausnahmen
III-03: Personenkraftwagenverbot
III-05: LKW-Verbot
III-07: Motorradverbot
III-09: Fahrradverbot
III-11: Reitverbot
IV-01: Einfahrtsverbot
IV-02: Einfahrtsverbot
IV-03: vorgeschriebene Fahrtrichtung
IV-04: Parkplatz
IV-05: Parkverbot
IV-06: Einfahrtsverbot für angegebene Fahrzeugkategorie

### Verkehrszeichen 1946
Nach dem Ersten Weltkrieg wurden die Verkehrssignale in Frankreich standardisiert: Werbung auf Verkehrsschildern wurde verboten und es wurden Vorfahrtsschilder eingeführt. Ein gelber Hintergrund wurde eingeführt, damit sie auch im Schnee leicht erkennbar waren.

A1: Vorfahrt gewähren
A2: Kurve
A5: Bewegliche Brücke
A6: Querrinne oder Bodenschwelle
A7: Hindernis
A7:  Bahnübergang mit Schranken
A8: Bahnübergang ohne Schranken
A9:  Extra-Beschilderung
AB1: Vorfahrt von rechts
AB2: Vorfahrt an nächster Kreuzung
B1: Verbot für motorisierten Verkehr ausgenommen Motorräder
B2: Höchsthöhe
B3: Einfahrtsverbot
B4: Überholverbot
B5: Höchstgeschwindigkeit
B6: Höchstgeschwindigkeit pro Fahrzeugkategorie
B7: Höchstgewicht
B8: LKW-Verbot
B9: eingeschränktes Haltverbot
B10: Tauwetter, LKW-Verbot
B11: Zollstelle
B11 bis: Straßensperre: Gendarmerie
B12: vorgeschriebene Fahrtrichtung – hier rechts
B13: Radweg (Pflicht)
C1(Beispiel): Glatte Fahrbahn
C1(Beispiel): Werkausfahrt
C1(Beispiel): Fußgängerübergang
C2: Kreuzung, Vorfahrt von rechts
C3: Schule
C4: Parkplatz
C5: Parkseite
C6: Krankenhaus, Lärm vermeiden
E1: Wegweiser
E1 bis: Wegweiser
E1 ter: Wegweiser
E4: Wegweiser

### Verkehrszeichen 1952

A11: Vorfahrt gewähren
B10: Stopp

### Verkehrszeichen 1963 und 1967
1963 wurden neue Verkehrszeichen eingeführt um die Art der Gefahren, denen Autofahrer begegnen könnten, zu verdeutlichen. Die Umrandung wurde Rot und Extra-Beschilderung wurde eingerichtet.

A1a: Kurve nach rechts
A1b: Kurve nach links
A1c: Doppelkurve (zunächst rechts)
A1d: Doppelkurve (zunächst links)
A2: Querrinne oder Bodenschwelle
A3: Verengte Fahrbahn
A4: Glatte Fahrbahn
A5: Baustelle
A6: Bewegliche Brücke
A7: Bahnübergang mit Schranken
A7a: Extra-Beschilderung bei Bahnübergänge  mit Schranken (Hochspannung)
A8: Bahnübergang ohne Schranken
A8a: Extra-Beschilderung bei Bahnübergänge ohne Schranken (Hochspannung)
A9: Vorfahrt von rechts
A9a: Kreuzung mit einer Straße, Vorfahrt
A10: Vorfahrt an nächster Kreuzung
A11: Vorfahrt gewähren
A11a: Stopp oder Vorfahrt gewähren (Ankündigung)
A12: Extra-Beschilderung bei Gefahren (bis 1977)
A12a: Extra-Beschilderung bei Kreuzungen mit Vorfahrt von rechts
A12b: Vorbeifliegende Flugzeuge, die den Verkehr unterbrechen können
A13a: Ort mit hohem Aufkommen an Kindern
A13b: Fußgängerübergang
A14: Gefahr
A15a: Viehtrieb
A15b: Wildwechsel
A16: Gefährliches Gefälle
A17: Ampel
B3: Überholverbot
B34: Ende des Überholverbotes
C1a: Parkplatz
C6: Notrufsäule
C12: Einbahnstraße
C13: Sackgasse
C14: Straßenzustand
C15a: Zeltplatz
C15b: Wohnwagen- und Wohnmobilplatz
C15c: Zelt-, Wohnwagen- und Wohnmobilplatz
C16: Jugendherberge
K6: Sonstige Hinweise bei Baustellen

### Verkehrszeichen 1970

AB2: Vorfahrt an nächster Kreuzung
AB3a: Vorfahrt gewähren
AB3b: Vorfahrt gewähren (Ankündigung)
AB4: Stopp
AB6: Straße 1. Ordnung
AB7: Ende Straße 1. Ordnung

### Verkehrszeichen 1977
In 1977 wurden die aktuelle Verkehrszeichen Frankreichs eingeführt. Das gelbe Hintergrund wurde durch Weiß ersetzt und die Schriftart wurde leicht verändert.

Die unten abgebildeten Bilder sind Verkehrszeichen, die ersetzt oder gelöscht wurden.

A13b: Fußgängerübergang (bis 2000, ersetzt durch  )
A21b: Radfahrer kreuzen von links (bis 2000)
B6b3: Eingeschränktes Haltverbot für eine Zone (mit Parkscheibe) (bis 2008, ersetzt durch  )
B6b5: Eingeschränktes Haltverbot für eine Zone (halbmonatlicher Seitenwechsel und mit Parkscheibe) (bis 2008, ersetzt durch  )
B50c: Ende eines eingeschränkten Haltverbotes für eine Zone (mit Parkscheibe)  (bis 2008, ersetzt durch  )
B50e: Ende eines eingeschränkten Haltverbotes für eine Zone (halbmonatlicher Seitenwechsel und mit Parkscheibe) (bis 2008, ersetzt durch  )
B21f: Kreisverkehr (bis 1984, ersetzt durch  )
B45b: Ende der Straßenbahnspur (bis 2009)
C1b: Parkplatz mit Parkscheibe (bis 2008, ersetzt durch  )
C2: Krankenhaus, Lärm vermeiden (bis 2002)
C20a: Fußgängerübergang (bis 2000, ersetzt durch  )
C26c: Notfallspur (Mitte)  (bis 2002)
C64b: Zahlungsmethode an einer Mautstelle – Kreditkarte (bis 2011, ersetzt durch  )
C64c1: Zahlungsmethode an einer Mautstelle – Automat (bis 2000, ersetzt durch  )
C64d: Zahlungsmethode an einer Mautstelle – Abonnement (bis 2011, ersetzt durch  )
CE6a: Zufahrt zu Wanderwegen (bis 2008, ersetzt durch  )
AK3a: Temporär rechts verengte Fahrbahn (bis 1992)
AK3b: Temporär links verengte Fahrbahn (bis 1992)